# Perloz
 Perloz  ist eine italienische Gemeinde in der autonomen Region Aostatal. Die Gemeinde zählt 451 Einwohner (Stand 31. Dezember 2023), liegt auf einer mittleren Höhe von 661 m s.l.m. und verfügt über eine Größe von 23 km². Die Einwohner werden Perlesi (italienisch) oder Perlois (französisch) genannt.
Perloz ist Mitglied der Unité des Communes valdôtaines Mont-Rose und liegt nahe dem Eingang zum Lystal, einem Seitental des Aostatals.
Perloz besteht aus den Ortsteilen (ital. Frazioni, frz. Hameaux) Plan-de-Brun, Colleré, Bioley, Nantey, Fouillé, Breil, Estellé, Fey, Crête, Chemp, Ruine, Badéry, Derbellé, Miosse, Besesse, Ronc-Grange, Tour d’Héréraz, Barmet, Boschi, Chamioux, Notre-Dame-de-la-Garde, Marine, Rechantez, Remondin und Ronc. Die Nachbargemeinden sind Arnad, Carema (TO), Donnas, Issime, Lillianes und Pont-Saint-Martin.
Während der Zeit des Faschismus trug das Dorf den italianisierten Namen Perlozzo.

## Einzelnachweise

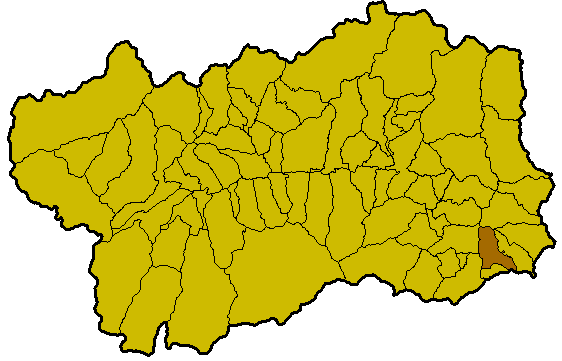
Lage von Perloz innerhalb der Region Aostatal